# Karteziánské divadlo
Karteziánské divadlo je posměšné označení, stvořené filozofem a kognitivním vědcem Danielem Dennettem, které se pichlavě vymezuje vůči určujícímu rysu tzv. karteziánského materialismu, jenž považuje za často neuvědomělý pozůstatek karteziánského dualismu v moderních materialistických teoriích mysli.
René Descartes původně tvrdil, že vědomí vyžaduje nehmotnou duši, která reaguje na tělo prostřednictvím mozkového orgánu šišinka.
Dennet říká, že když odstraníme dualismus duše-tělo, to co zbývá z původní Descartova modelu je pouze představa maličkého divadla v mozku, kde homunculus (malá osoba), nyní fyzická, provádí úkol pozorování smyslových dat promítaných na obrazovku a to každý okamžik, a činí rozhodnutí a vysílá rozkazy (porovnej s angl. Homunculus_argument)
Termín Karteziánské divadlo bylo uvedeno v kontextu k angl. Multiple Drafts Model, které Dennet uvádí ve své knize Consciousness Explained (1991):
Karteziánský materialismus je náhled, že je zde nějaká klíčová dělicí hranice někde v mozku, která označuje místo, kde dochází ke splynutí příchozího signálu s vytvořením fyzické přítomnosti zkušenosti, protože to je to, co se stane, to, co si uvědomíme. [...] Mnoho teoretiků by trvalo na tom, že výslovně zamítli takovou chybnou myšlenku. Ale [...] přesvědčivé zobrazení karteziánského divadla se stále vrací a straší nás - běžné lidi i vědce stejně - dokonce i poté co jeho přízračný dualismus byl vypovězen a zapuzen.
Daniel Dennett, Consciousness Explained (p.107, original emphasis)